# 出版学
出版学是一門應用科學，研究编辑、出版的理论知识与技能、宽广的文化与科学知识，培养书刊出版、新闻宣传和文化教育部门从事编辑、出版、发行的业务与管理工作以及教学科研的专门人才。出版学的研究对象是出版物商品的供求矛盾，研究内容包括出版学基础理论研究和出版学应用研究两大块。